# Фиона Валпи
Фиона Валпи (на английски: Fiona Valpy) е британска писателка на произведения в жанра любовен роман, исторически роман и социална драма.

## Биография и творчество
Фиона Валпи е родена в Шотландия, Великобритания. В периода 1980 – 1984 г. следва в Университета на Абърдийн, където получава магистърска степен по география. След дипломирането си работи в областта на маркетинга и връзките с обществеността.
През 2007 г. се премества във Франция, където със съпруга си реновира стара селска къща и прави интериорното ѝ декориране. Едно от любимите ѝ забавления във Франция, където живее в продължение на 7 години, става дегустацията на вино. Тя е вдъхновена от природата, от живота на хората и тяхната история, и започва да пише романи.
Първият ѝ роман The French for Love (Френски за любов) от поредицата „Бягство във Франция“ е издаден през 2013 г. Главната героиня Джина преживява емоционален и професионален срив, и когато любимата ѝ леля умира тя решава да се премести в наследената ѝ паянтовата френска къща в провинцията на Бордо. Там разчита на слънце, синьо небе, отлично вино, ново начало и приятели, и на собствената си упорита работа. А там среща и и Седрик, очарователен и много красив нов каменоделец, с когото трябва да преодолее езиковата бариера. Следващите романи от поредицата представят историите на други герои, които са свързани с Франция, представяйки описания на различни забележителни места.
През 2018 г. е издаден романът ѝ „Море от спомени“. Седемнадесетгодишната Ела е изпратена през лятото на 1937 г. на остров Ил дьо Ре, Франция, където среща и се влюбва в харизматичния Кристоф чувствайки се истински свободна. С избухването на Втората световна война тя трябва да остане в Шотландия, където става доброволка във военновъздушните части. Там среща смелия Ангъс, за когото се омъжва, считайки, че Кристоф е загинал на фронта. Няколко десетилетия по-късно, сред морето от спомени на Ела, внучката ѝ Кендра ще научи дълго пазените семейни тайни, но и ще открие втори шанс за самата себе си. Романът става бестселър и е издаден в над 30 страни по света.
Вторият ѝ самостоятелен роман „Пазителката на пчелите“ е издаден също през 2018 г. В историята започнала през 1938 г. пчеларката Елиан, която живее в Шато Белвю във френската провинция, се влюбва в мълчаливия и загадъчен Матийо и се готвят за бъдещето. Но немската окупация през световна война ги разделя, а тя се включва в Съпротивата, като се опитва да спаси любимите си пчели, а чувствата ѝ към Матийо са подложени на изпитание.
Фиона Валпи живее от 2014 г. със семейството си в Дънкелд, Шотландия, но редовно посещава и Франция.

## Произведения

### Самостоятелни романи
- Sea of Memories (2018)[1][2][3]
Море от спомени, изд.: ИК „Хермес“, Пловдив (2021), прев. Дафина Янева-Китанова
- The Beekeeper's Promise (2018)
Пазителката на пчелите, изд.: ИК „Хермес“, Пловдив (2022), прев. Дафина Янева-Китанова
- The Dressmaker's Gift (2019)
- The Skylark's Secret (2020)
- The Storyteller of Casablanca (2021)
- The Cypress Maze (2023)

### Поредица „Бягство във Франция“ (Escape to France)
1. The French for Love (2013) – издаден и като Light Through the Vines[1][2]
2. The French for Always (2014) – издаден и като The Season of Dreams
3. The French for Christmas (2014) – издаден и като The Recipe for Hope